# Carlos Riolfo
Carlos Riolfo Secco (5 novembre 1905 – 5 dicembre 1978) è stato un calciatore uruguaiano, di ruolo centrocampista. Campione del Mondo con la Nazionale uruguaiana nel 1930.
Originario di Genova  , possedeva il passaporto argentino.

## Carriera
Giocò nel Peñarol, nell'Estudiantes e nel Palermo.
Con l'Uruguay vinse la medaglia d'oro al primo campionato mondiale di calcio del 1930, competizione in cui non scese mai in campo. Ottenne 2 presenze in Nazionale nel 1928.

## Palmarès

### Nazionale
- Campionato mondiale: 1

Uruguay 1930